# Glad IJs (televisieserie)
Glad IJs is een Vlaamse fictiereeks geregisseerd door Raf Reyntjens en Koen Van Sande, geschreven door Jacques Boon, Daniel Lambo en Koen Van Sande. De serie werd opgenomen in 2018 en op 16 juni 2021 uitgebracht op Streamz. Deze serie werd vanaf 19 januari 2022 uitgezonden op VTM.
De serie is een Vlaamse misdaadreeks met een komische noot met hoofdrollen voor onder andere Koen De Bouw en Lucas Van den Eynde en vertelt het verhaal van Phil “Frisco” Druyts en zijn ijsfabriek in de Kempen.

## Verhaal
Glad IJs vertelt het verhaal van Phil “Frisco” Druyts, een hardwerkende bedrijfsleider die het ijssalon van zijn schoonvader uitbreidde tot een grote ijsfabriek. Phil is populair onder zijn werknemers maar beseft niet goed wat er allemaal binnen de eigen familie gebeurt. Zijn levenswerk verdwijnt als sneeuw voor de zon als zijn oudste zoon Felix en zijn echtgenote Ariane de ijsfabriek achter zijn rug verkopen. Wanneer Phil ontvoerd wordt staat het hele land in rep en roer.

## Afleveringen
| Aflevering | Titel                   |
| ---------- | ----------------------- |
| 1          | Phil Frisco             |
| 2          | Papi’s plan             |
| 3          | Tureluur                |
| 4          | Tijgerkop               |
| 5          | Verdwaalde kogel        |
| 6          | Praktische overwegingen |
| 7          | Gooreind                |
| 8          | Geen traan!             |
| 9          | IJskoud                 |
| 10         | Rio                     |

## Rolverdeling
| Acteur                    | Personage                  |
| ------------------------- | -------------------------- |
| Lucas Van den Eynde       | Phil “Frisco” Druyts       |
| Koen De Bouw              | Jean-Pierre "Leon" Dewaele |
| Vincent Van Sande         | Frankie Dewaele            |
| Barbara Sarafian          | Suzy Dandolo               |
| Viv Van Dingenen          | Ariane Druyts              |
| Nico Sturm                | Felix Druyts               |
| Tiny Bertels              | Berthe                     |
| Jan Hammenecker           | Romain Verbist             |
| Lize Feryn                | Erika Dubois               |
| Luk Wyns                  | Stan                       |
| Peter Van den Eede        | Paul Bertels               |
| Laurence Roothooft        | Marie                      |
| Ward Kerremans            | Ferre Druyts               |
| Lydia Indjova             | Zina                       |
| Marthe Schneider          | Freya Druyts               |
| Trine Thielen             | nieuwsanker                |
| Rik Willems               | Gunther Geybels            |
| Arber Aliaj               | Sven Vleugels              |
| Stijn Vervoort            | Mario Kowalski             |
| Jennifer Heylen           | Kitty                      |
| Aza Declercq              | Lies Cockuyt               |
| Berthe Tanwo Njole        | Bijou                      |
| Marc Lauwrys              | Gaston                     |
| Pieter Piron              | Patrick                    |
| Geneviève Lagravière      | barvrouw Papi's Club       |
| Arne Focketyn             | Ludo                       |
| Verona Verbakel           | Chanelle                   |
| Martin Swabey             | Wixely                     |
| Iwein Segers              | Karel                      |
| Kevin Bellemans           | Cyriel                     |
| Pieter Jan Nicolaas       | Rik                        |
| Lieven Pattyn             | Lieven                     |
| Elke Shari Van Den Broeck | Aline                      |
| Chris Lomme               | moeder van Romain          |
| François Beukelaers       | vader van Romain           |
| Inge Paulussen            | hoofdcommissaris           |
| Sid Van Oerle             | Luc                        |
| Pieter Genard             | manager Belgofrost         |
| Günther Lesage            | Jeroen                     |
| Manou Kersting            | inspecteur Goethals        |
| Dirk Van Dijck            | Van Gestel                 |
| Johan De Paepe            | advocaat                   |
| Tijs Vanneste             | Alain Pintens              |
| Amber Janssens            | mountainbikester           |
| Jarne Heylen              | scoutsjongen               |
| Michael Pas               | Michael Royal              |
| Guido De Craene           | Frank Swennen              |